# Players Tour Championship
Players Tour Championship var en serie snookerturneringar i Europa och Asien med deltävlingar som löpte över sommar–höst–vinter med ett finalspel i mars: Players Championship Grand Final. Seriens första upplaga genomfördes säsongen 2010/11. I turneringarna deltog såväl professionella spelare som amatörer. Deltävlingarna hade betydligt lägre prissummor och gav mindre rankingpoäng än vanliga rankingturneringar, men finalen var en fullvärdig rankingturnering. 
Sedan säsongen 2016/17 finns inte Players Tour Championship längre med på snookerns proffstour. Finalen lever dock kvar som en egen rankingturnering under namnet Players Championship.

## Vinnare av finalspelet
| År   | Vinnare       | Motståndare    | Resultat | PTC     | Säsong  |
| ---- | ------------- | -------------- | -------- | ------- | ------- |
| 2011 | Shaun Murphy  | Martin Gould   | 4 – 0    | 2010/11 | 2010/11 |
| 2012 | Stephen Lee   | Neil Robertson | 4 – 0    | 2011/12 | 2011/12 |
| 2013 | Ding Junhui   | Neil Robertson | 4 – 3    | 2012/13 | 2012/13 |
| 2014 | Barry Hawkins | Gerard Green   | 4 – 0    | 2013/14 | 2013/14 |
| 2015 | Joe Perry     | Mark Williams  | 4 – 3    | 2014/15 | 2014/15 |
| 2016 | Mark Allen    | Ricky Walden   | 10 – 6   | 2015/16 | 2015/16 |